# Massimo Maffezzoli
Massimo Maffezzoli (Verona, 21 febbraio 1976) è un allenatore di pallacanestro italiano.

## Palmarès

### Vice-allenatore
- Campionato italiano: 1

Sassari: 2014-15
- Coppa Italia: 2

Sassari: 2014, 2015
- Supercoppa italiana: 1

Sassari: 2014
- Coppa Italia LNP: 1

Casalpusterlengo: 2006-07